# Francine Van Der Biest
Francine Van Der Biest (Vlierzele, 18 juni 1954) is een hedendaagse Belgische textielontwerper, beeldend kunstenaar en docent aan Hogeschool Gent, binnen de opleiding Textielvormgeving.

## Biografie
Ze studeerde Monumentale Kunst, met als medium textiel, aan het Hoger Sint-Lucasinstituut in Gent waar ze in 1975 afstudeerde. Van 1979 tot 1982 volgde ze een bijkomende opleiding kunstweven aan het Stedelijk Textielinstituut Henri Story in Gent. Van Der Biest woont en werkt in Gent. 

## Werk

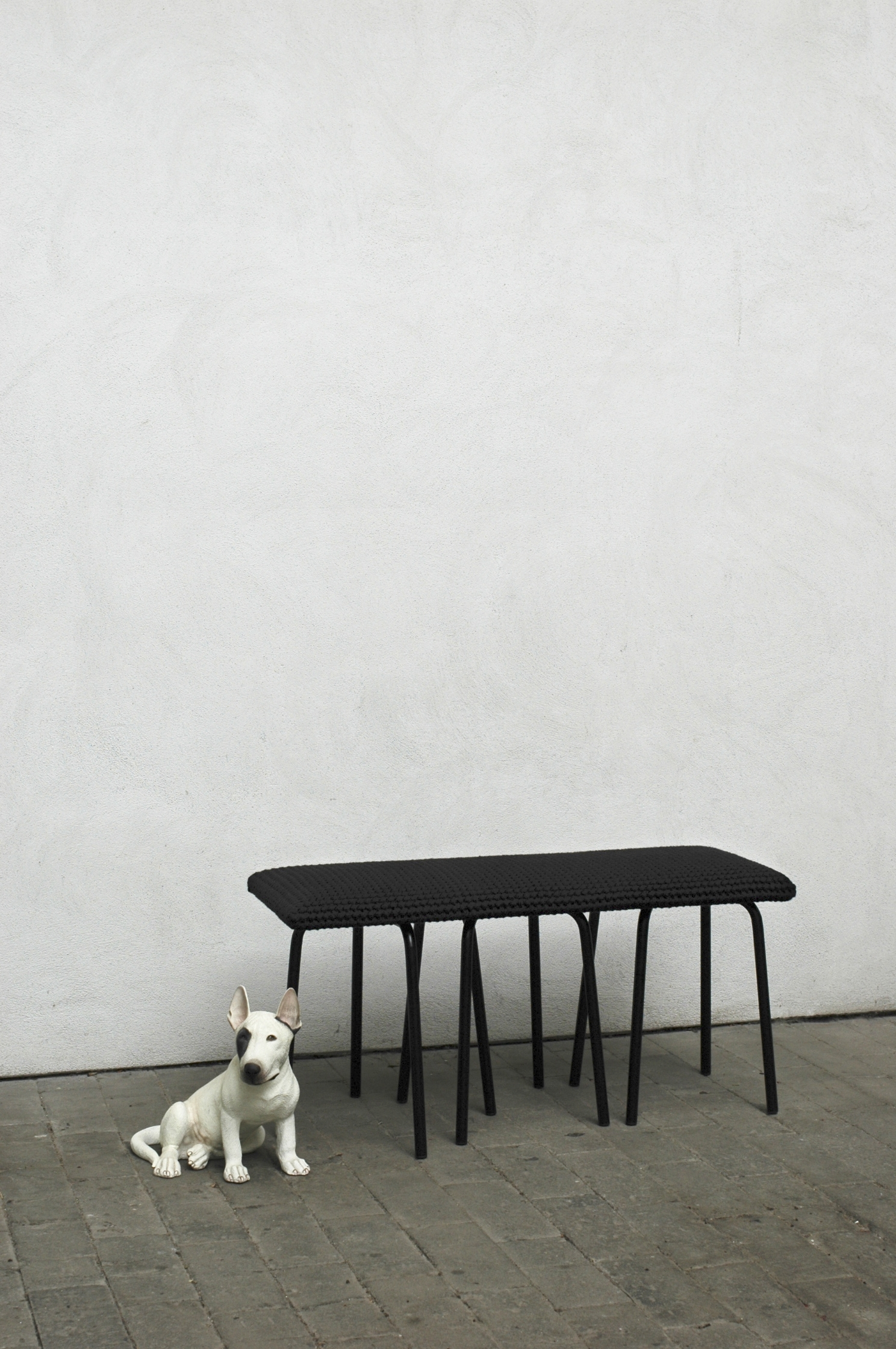
Knitted bench

In 1984 wint Van Der Biest de wedstrijd D’84 met een collectie interieurtextiel. In 1985 vestigt ze zich als zelfstandig textielontwerpster. Ze krijgt opdrachten van onder andere Tulipe, Tant, Holvoet, Deco Pur, Verilin en Deltracon. Vanaf 1993 brengt zij ook eigen collecties woontextiel op de markt.
In opdracht van textielproducenten ontwerpt ze verschillende collecties, zoals bedlinnen voor kinderen voor producent Deltacron. Voor Verilin ontwerpt ze ook een collectie bedlinnen, met geometrische motieven en een sober kleurenpalet van zwarten, grijzen en gebroken witten. Deze ontwerpen bevatten zowel kleine motieven en de grote kleurvlakken. Het spel van kleurvlakken is een regelmatig wederkerend element in haar collecties. Van Der Biest werkt niet enkel met een sober kleurenpalet. Voor sommige collecties, o.a. in opdracht van de Belgische textielfabrikant Ourson, werkt ze met grotere kleurcontrasten. Van Der Biest geeft voor haar realisaties de voorkeur aan natuurlijke materialen, zoals wol en linnen.
Naast woontextiel, zoals tapijten, meubelstoffen en bedlinnen, realiseert Van Der Biest ook zitbanken die ze bekleedt met haar textielontwerpen.
Van Der Biest zet in op een ethisch verantwoord productieproces en laat haar ontwerpen in België produceren. Van Der Biest zoekt een evenwicht tussen haar eigen artistieke vormgeving en de grenzen van industriële productieprocessen.